# Antonio García Lago
Antonio Gracia Lago (Langreo ¿? - ibidem. 1989) fue un político y empresario, alcalde del municipio asturiano de Langreo (España). 

## Trayectoria
Miembro de la familia propietaria de Imprenta La Torre. Antonio Gracia Lago comenzó a colaborar en la política municipal en los años 60. Primero, fue presidente de la Sociedad de Festejos y Cultura San Pedro de La Felguera, y más tarde presidente del Casino Ateneo. Fue jurado durante varios años del Concurso Literario de La Felguera, concurso que había potenciado como presidente de la sociedad de festejos. 
El 21 de marzo de 1968 comenzó su mandato como alcalde de Langreo, que se prolongó hasta el 16 de septiembre de 1977, en plena Transición. Su actuación municipal fue de gran actividad, elaborando el primer plan de ordenación urbana del municipio y extendiendo la red de saneamiento a la zona rural. Además, durante su mandado se construyeron los polideportivos municipales de La Felguera, Sama y Ciaño, la casa de cultura de La Felguera, el mercado de abastos de Ciaño, varios grupos escolares, la carretera que enlazó el Valle del Nalón con el centro de Asturias y comenzó la construcción del polígono residencial de Riaño. Su obra más reconocida fue la lucha por la construcción de un hospital comarcal en el municipio, el actual Hospital Valle del Nalón, inaugurándose en 1978 tras varias vicisitudes. A finales de 1975 comenzó la construcción de un parque municipal en La Felguera que acabaría llevando su nombre. En los años 80 se rebautizó como Parque Nuevo, pasando en 2007 a llevar de nuevo el nombre de alcalde Antonio G. Lago. Sin embargo durante su mandado también se favoreció la especulación del suelo por parte de empresas inmobiliarias, perdiendo algunos edificios emblemáticos del casco urbano, siendo sustituidos por bloques de pisos motivados por la presión demográfica del momento. 
En septiembre de 1977 presentó su dimisión dos meses después de una manifestación en Sama que pedía la dimisión de la corporación municipal, días antes de las primeras elecciones generales democráticas. 
Una de sus hijas, María Lago, es una reconocida artista afincada en Estados Unidos.